# Ruth Virginia Bayton
Ruth Virginia Bayton (5 febrer 1907 a Tappahannock, Virgínia – Dècada de 1950?) fou una actriu i ballarina de music hall afroamericana estatunidenca que va ser coneguda a França, Alemanya, Espanya i l'Argentina.

## Infància i joventut
Ruth Virginia Bayton van néixer el 5 de febrer de 1907 (o 1903) a Tappahannok, Virgínia. Els seus pares van ser Virginia i Hansford C. Bayton, un capità de barca fluvial. Després de 1910 Ruth va ser enviada a Filadèlfia per viure amb el seu oncle, George Bayton, un metge respectat. També va viure ocasionalment a Baltimore amb al seva germana gran, Julia Bayton-Banks, que tenia un restaurant amb el seu marit.

## Carrera professional

### Carrera primerenca (1922–1925)
A l'estiu 1922, després d'acabar els estudi va trobar feina com escenògrafa; llavors va conèixer a Will Vodrey, director de l'Orquestra Plantation que la va ajudar a entrar en el cor de Florence Mills. El següent estiu, va participar en la revista "From Dixie to Dover Street" a Londres. El 1924 va tornar als Estats Units per a actuar en l'obra de Broadway "Dixie to Broadway". El 1925, va aparèixer en l'obra "Tan Town Topics", que tenia a Ethel Aigües com aestrella davantera i a Josephine Forner en el cor.

### Arribada a Europa (1926)
El 28 de maig de 1926 va estrenar el show "Blackbirds of 1926" al Restaurant dels Ambaixadors de París. Hi actuaren artistes principals de França com Maurice Chevalier, Sacha Guitry, Yvonne Vallee, les Germanes Dolly i Josephine Baker. El juliol aquest espectacle es va traslladar alTeatre des Champs-Elysees. El representant Henri Lartigue, en veure-la, li va organitzar un contracte lucratiu per actuar a Berlín, amb un salari de 200 dòlars setmanals. Ruth va signar el contracte i poques setmanes després va actuar en la revista "An Und Aus" a l'Admiralspalast i al Theatre des Westerns. El 4 d'agost va estrenar "Der Zug Nach dem Westen". La premsa alemana va fer bones crítiques de les seves actuacions. Aquesta revista també va ser representada al Apollotheater de Viena el març de 1927. Va ballar gairebé nua, a l'obra "Der Gott und Die Bajadere" A aquesta època ja cobrava un salari de 600 dòlars setmanals. Aquell estiu, Ruth va aparèixer al Kabarett Trocadero d'Hamburg.

### Espanya (1927)
Ruth aviat va decidir va decidir mudar-se i després d'actuar a Biarritz en un esdeveniment caritatiu al Chateau-Basque, va acompanyar l'actor espanyol Valeriano Ruiz París a Barcelona per treballar en la revista "Not-Yet" al Teatro Cómico on va introduir el seu nou ball, el xotiston, que era una barreja del xarleston i el chotis. El seu amic Robert Wienne, director de cinema la va acompanyar a Barcelona, ja que volia que la Ruth fos l'estrella del seu últim film basat en els afers amorosos d'una de les ballarines negres més boniques de l'Europa del moment. Van filmar la pel·lícula el setembre a Berlín. A l'octubre va actuar al cabaret Folies-Bergere de València i el novembre va anar a Madrid per protagonitzar, "Noche Loca" al Teatro Maravillas. També va actuar al club nocturn exclusiu Maipu-Pigall, que estava freqüentat pel rei Alfons XIII i per Primo de Rivera. A

### França (1928–1930)
El febrer de 1928 va tornar a París per a actuar a "La Grande Follie", que es va representar al club nocturn Casanova. El 12 d'abril van sorgir rumors de que tenia un afer amorós amb el rei espanyol. El govern espanyol va oferir els productors alemanys 187$, 000 per destruir la pel·lícula o, com a mínim, que s'impedís que es projectés a Espanya i França. A Europa vivia entre l'alta societat.

### Retorn als Estats Units (1931–1932)
El desembre de 1930 va retornar als Estats Units per mostrar-hi els seus talents després de triomfar a Europa. Va comprar un espaiós apartament a Sugar Hill però de seguida li van oferir d'acompanyar a l'orquestra Noble Sissle al ''Restaurant des Ambassadeurs''. Però les autoritats franceses intentaven reduir el número de treballadors estrangers, incloent-hi els artistes. Aquestes volien obligar que la meitat del personal d'aquest espectacle fossin francesos. Per això Ruth va declinar la oferta i va romandre a Nova York, a on va obrir una botiga de perfumeria. Va actuar en alguns establiments populars de Harlem com el Savoy Ballroom i el Small's Paradise. Tot i això, la fortuna que havia acumulat a Europa es va anar acabant ja que no podia treballar al nivell que ho havia fet a Europa. A principis de 1932 va rebre l'oferta d'un rol principal. Després d'un escàndol que va protagonitzar el novembre va retornar a Espanya.

### Espanya (1933–1937)
El febrer de 1933 la premsa francesa va anunciar el seu retorn a França, al SS Lafayette. Però aquell hivern va arribar la depressió econòmica a Europa, que va provocar la caiguda de les representacions artístiques. Aviat va retornar a Madrid, on va treballar sota un altre àlies fins que Francisco Franco va fer el cop d'estat al Marroc el 17 de juliol de 1936. Quan va esclatar la Guerra Civil, la seva família va perdre el seu contacte, però hi havia rumors que havia fugit a Amèrica del Sud. Això va ser confirmat a l'estiu, quan va escriure a la seva família des de Buenos Aires.

### Argentina i vellesa (1938–1950)
Durant l'estiu de 1938 se la va jutjar al palacion de Justicia de Buenos Aires per fals testimoni. Es va quedar dins Argentina fins a la Guerra Civil espanyola va acabar el 1939, però com que era difícil treballar sota el règim franquista, després de la invasió alemana de Polònia va retornar a Buenos Aires tot i que era pro-alemana. PEl juliol de 1943 va fer un viatge breu als Estats Units.
Després de la final de la Segona Guerra Mundial i de l'ascens al poder de Juan Peron, Ruth va tornar a Europa a principis de 1946. A la primavera va abandonar Europa i va tornar a Nova York. Va viure a Nova York fins a finals de 1947, quan es va mudar a Los Angeles, Califòrnia on va morir en una data desconeguda, tot i que es creu que va ser a finals de la dècada de 1950.